# نژ سینو
نِژ سینو (به فرانسوی: Neige Sinno) زاده ۲۲ مه ۱۹۷۷ در وآرس، اوت-آلپ واقع در ناحیه پروانس-آلپ-کوت دازور، نویسنده و مترجم زن فرانسوی قرن بیست و یکم است.

## زندگی‌نامه
نژ سینو طبق گفته خود از سن هفت تا چهارده سالگی بارها توسط ناپدری خود مورد آزار جنسی قرار گرفت. او درسال ۲۰۰۰ به اتفاق مادرش علیه ناپدری شکایت کرد و این فرد به نه سال زندان محکوم شد.
سینو فارغ‌التحصیل دانشگاه پروانس اکس-مارسی (université de Provence Aix-Marseille I) است. او رسالهٔ خود را به پژوهش در آثار ریموند کارور و ریچارد فورد اختصاص داد و سپس تحصیلاتش را در ایالات متحده آمریکا و مکزیک دنبال کرد.
سینو فعالیت ادبی خود را از سال ۲۰۰۷ آغاز کرد و چند بار نامزد دریافت جوایز ادبی از جمله جایزه گنکور شد. پس از انتشار رمان ببر غمگین (Triste Tigre) در ۲۰۲۳، جایزه فمینا و «جایزه گنکور دبیرستانی‌ها» در همین سال به او تعلق گرفت. او به همراه شریک زندگی خود در مکزیک اقامت دارد.